# 和田寧
和田 寧（わだ やすし/ねい、天明7年（1787年） - 天保11年9月18日（1840年10月13日））は、江戸時代の和算家・武士。前名は香山政明、字は子永、通称は直五郎、豊之進。号は算学、円象。

## 生涯
天明7年（1787年）生まれ。播磨国三日月藩（現在の兵庫県）の藩士であったが、浪人となり江戸に住む。和算家の日下誠より和算を学ぶ。芝は増上寺の寺侍を経て土御門家の算学棟梁となる。
和算の円理で活躍し、後世に名を残す。円理豁術（えんりかつじゅつ）なる分野を生み出し、それに基づいて円理表を作った。これを一種の定積分表と見なす文章も散見し、これによって和算で放物線などの曲線の研究が始まったともされる。関数の極値などの研究も行ったとされる。微分法におけるピエール・ド・フェルマーの方法を発見したとの文献もある。
天保11年9月18日（1840年10月13日）に54歳で死去する。